# Hylodes amnicola
Hylodes amnicola és una espècie de granota de la família Leptodactylidae. Viu al Brasil, només en la zona de Parc Estatal do Ibitipoca, Lima Duarte i a Minas Gerais, tot i que podria estar també en altres regions. Aquesta zona es troba al voltant de 1.000 m snm. Habita bosc secundari (ja que no hi ha bosc primari restant a la zona). És una espècie terrestre que habita entorns d'aigua dolça. No hi ha cap amenaça significativa per a la supervivència d'aquesta espècie, tot i que la pertorbació del turisme és la seva principal amenaça. El Parc Estatal do Ibitipoca és l'única àrea protegida de la qual es coneix actualment.

## Etimologia
El nom de l'espècie ve del llatí amnicola, « habitant dels corrents », que dona referència al seu hàbitat.

## Descripció
Hylodes Amnicola mesura de 25 a 28 mm els mascles i 26 a 31 mm les femelles. La seva esquena varia de marró clar a gris amb taques més o menys visibles. El seu ventre és de color crema a blanc o ratlles creuades blanques.
Els capgrossos són fins a 54 mm dels quals aproximadament 19 mm per al cos. El seu disc oral queda cap avall.